# N28 (Niger)
Die N28 oder RN28 ist eine hochrangige Straße vom Typ Nationalstraße (französisch route nationale) in der Region Tahoua in Niger.

## Verlauf und Charakteristik
Die N28 ist insgesamt 6,7 Kilometer lang. Sie beginnt im Stadtzentrum von Birni-N’Konni als Abzweigung von der N1. Von dort aus verläuft sie Richtung Südosten bis zur Staatsgrenze mit Nigeria. Dort setzt sie sich in der Fernstraße A1 fort, die über Sokoto, Jebba, Ilorin, Ogbomosho und Ibadan bis nach Lagos führt.
Die N28 ist durchgängig asphaltiert.